# Omar Akbar (Schauspieler)
Omar Akbar (* 1992 in Berlin) ist ein deutscher Schauspieler und Moderator.

## Leben
Omar Akbar wuchs in Berlin-Neukölln auf und machte seine ersten schauspielerischen Erfahrungen in der Schule, als er sich bei Eintritt in die Oberstufe für das künstlerische Fach „Darstellendes Spiel“ entschied. Seine Arbeit vor der Kamera begann er mit der Mitwirkung in Kurzfilmen. Seit 2018 arbeitet er hauptsächlich für das Fernsehen. 
In der 9. Staffel der ZDF-Serie Letzte Spur Berlin (2020) war er in einer Episodenhauptrolle als afghanischer Flüchtling Adil Rahman zu sehen. In der ZDF-Fernsehreihe Das Traumschiff gehörte er 2023 als Verlobter einer an Multipler Sklerose erkrankten jungen Frau zur Hauptbesetzung der Folge Vancouver. In der 25. Staffel der TV-Serie In aller Freundschaft (2022) übernahm er, an der Seite von Ferdi Özten, eine dramatische Episodenhauptrolle als Rallye-Fahrer Cem Günez. In der 4. Staffel der TV-Serie Die Heiland – Wir sind Anwalt (2023) spielte er den LKA-Kommissar Hakan Demiral.
Omar Akbar, der auch als Moderator bei Events und Veranstaltungen sowie als Werbedarsteller arbeitet, lebt in Berlin.

## Filmografie
- 2015: Ayran Man (Kurzfilm)
- 2019: Take off your Clothes (Kurzfilm)
- 2019: Das Institut – Oase des Scheiterns (Fernsehserie)
- 2020: Letzte Spur Berlin: Nächstenliebe (Fernsehserie, eine Folge)
- 2022: In aller Freundschaft: Abwegig (Fernsehserie, eine Folge)
- 2023: Das Traumschiff: Vancouver (Fernsehreihe)
- 2023: Die Heiland – Wir sind Anwalt: Nichts als die Wahrheit (Fernsehserie, eine Folge)